# Флаг Батон-Ружа
Флаг Батон-Ружа — один из официальных символов города Батон-Руж, США. Он был принят в 1995 году городским советом, заменив старый флаг, который использовался с 1968 года.

## Описание
Флаг представляет собой полотнище малинового цвета, символизирующее цвет кипарисов, обозначавших границы владений здешних индейских племён и давших название городу. В левом нижнем углу расположен герб красного, белого и синего цветов. В левом верхнем углу герба на флаге изображена геральдическая лилия, символизирующая Францию, в правом верхнем углу — замок, взятый с флага Королевства Кастилия, который символизирует Испанию, а в нижней части флаг Великобритании до 1801 года. Также на флаге присутствует название города на английском языке.

## История

Первый флаг города Батон-Руж

Первый флаг Батон-Ружа был утверждён 11 декабря 1968 года. На флаге было изображено изумрудно-зелёное поле с городской печатью в центре. На печати были изображены замок (символ Испании), лев (символ Англии) и геральдическая лилия (символ Франции). Современный флаг города был утверждён 13 декабря 1995 года.